# Maraces pectinata
Maraces pectinata är en stekelart som beskrevs av Cameron 1902. Maraces pectinata ingår i släktet Maraces och familjen brokparasitsteklar. Inga underarter finns listade i Catalogue of Life.